# Малая Строевка
Малая Строевка (укр. Мала Строївка) — пассажирский железнодорожный остановочный пункт Киевской дирекции Юго-Западной железной дороги на линии Чернигов—Новобелицкая, расположенный восточнее села Строевка (Черниговская область, Украина). 

## История
Станция была открыта в ? году. 

## Общие сведения
Станция представлена одной боковой платформой. Имеет 1 путь. Нет здания вокзала. 

## Пассажирское сообщение
Ежедневно станция принимает две пары пригородных поездов сообщения Чернигов—Горностаевка.